# Col d'Ispéguy
Le col d'Ispéguy ou port d'Ispegi est un col pyrénéen d'une altitude de 671 ou 672 m. Situé sur la frontière franco-espagnole, entre Saint-Étienne-de-Baïgorry et Errazu, il relie la vallée du Baztan (nom du cours supérieur de la Bidassoa) en Navarre à la vallée des Aldudes (Basse-Navarre).

## Toponymie
Le nom d'Izpegi s'applique :
- au col d'Izpegi ou d'Ispéguy (Pays basque) ;
- au ruisseau du versant est de ce col, qui arrose la commune de Saint-Étienne-de-Baïgorry et se jette dans la Nive de Baïgorry.

Ce nom est basé sur le radical basque *aizpe « pied du mont ».

## Géographie
La RD 949 du côté français est étroite, sinueuse et dégradée, en revanche du côté espagnol, elle est en bon état.

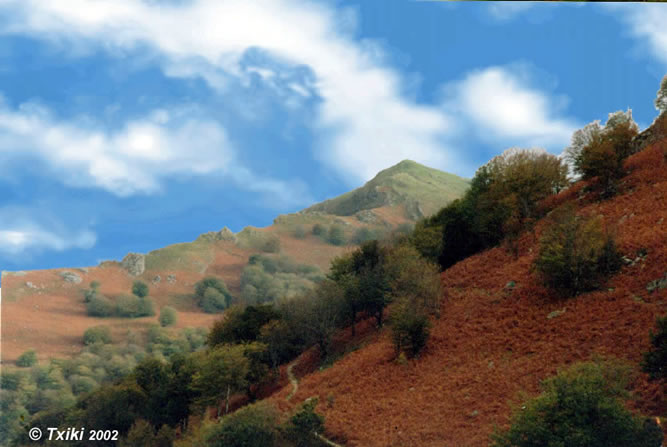
Vue sur la vallée de Baigorri (Basse-Navarre)
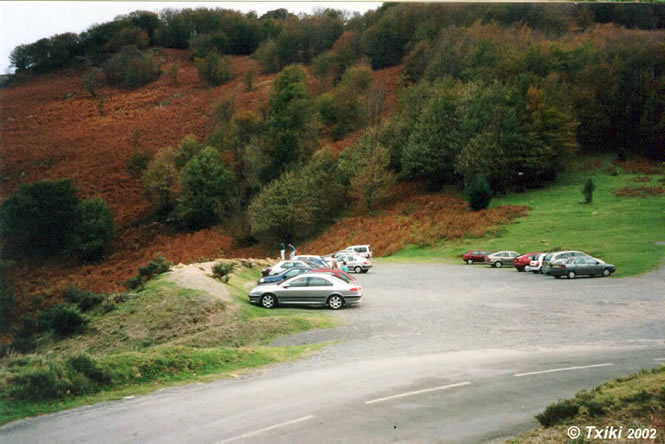
Col d'Izpegi (frontière entre la Basse-Navarre et la Navarre)
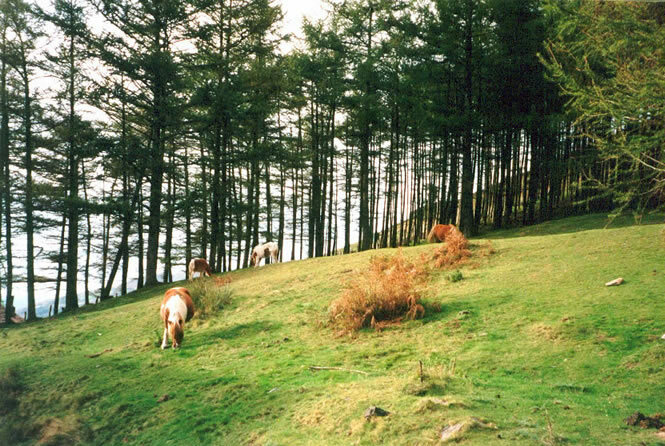
Pottokak en liberté sur le col d'Izpegi
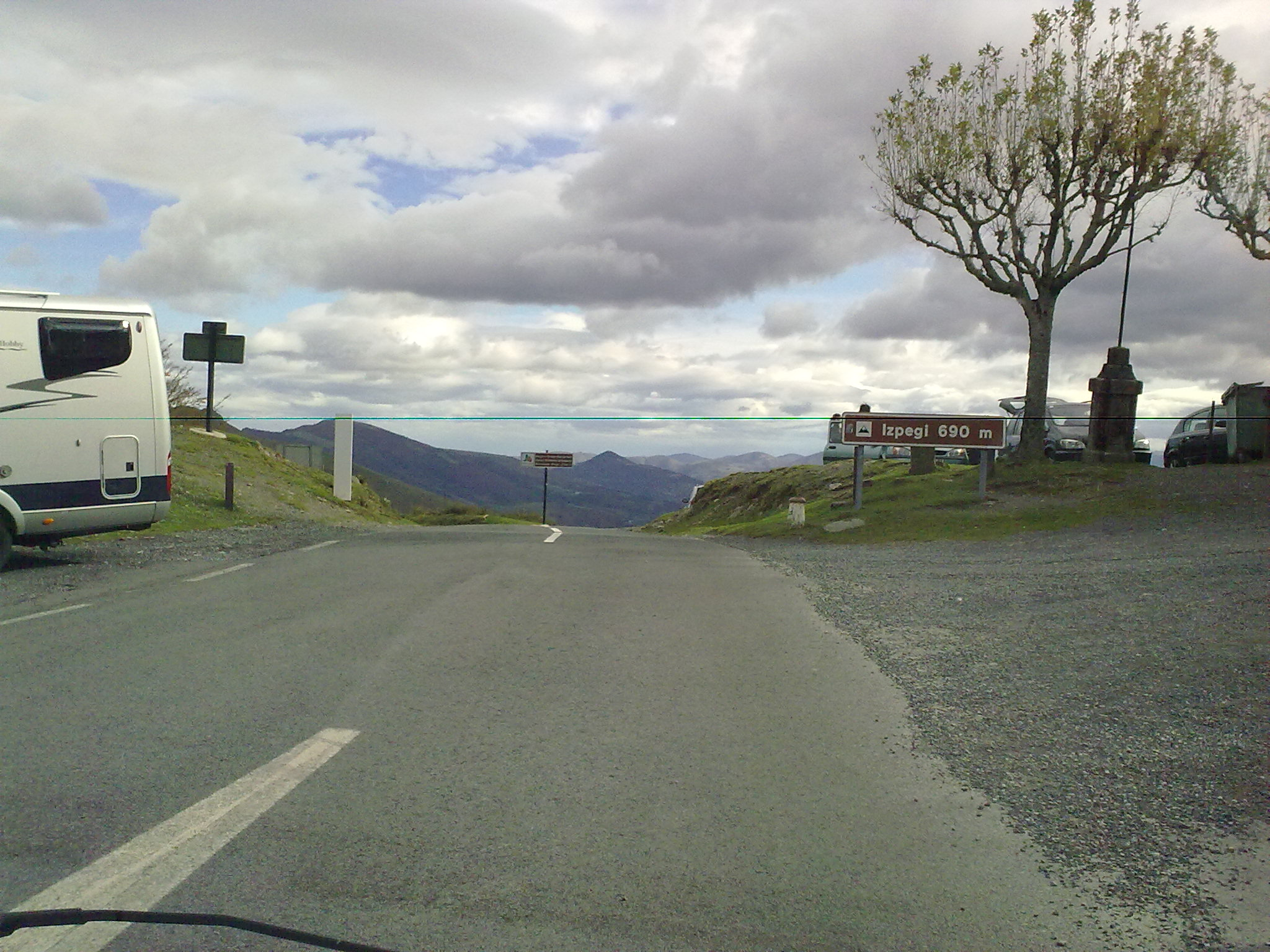
Vue depuis l'Espagne.
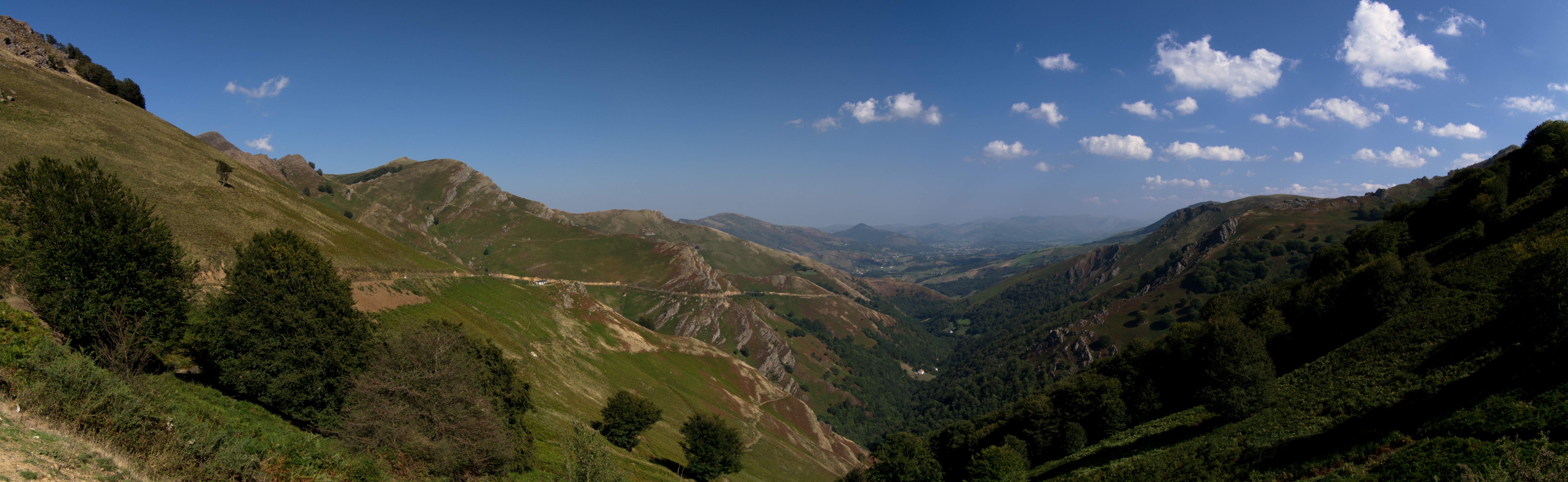
Vue vers la France

## Histoire
Le 3 juin 1794, l'armée des Pyrénées occidentales, commandée par le général de division Jacques Léonard Muller, affronte les forces espagnoles dans ce col.